# Виласа (Брага)
Виласа (порт. Vilaça) — населённый пункт и район в Португалии, входит в округ Брага. Является составной частью муниципалитета Брага. Находится в составе крупной городской агломерации Большое Минью. По старому административному делению входил в провинцию Минью. Входит в экономико-статистический субрегион Каваду, который входит в Северный регион. Население составляет 893 человека на 2001 год. Занимает площадь 2,39 км².